# Velvet File -ヴェルベットファイル-
『Velvet File』（ヴェルベットファイル）は、2000年8月10日に株式会社ダズより発売されたPlayStation 2用シミュレーションロールプレイングゲーム。
2001年3月29日には、リニューアル版として『Velvet File Plus』（ヴェルベットファイルプラス）が発売された（後述）。

## 概要
ストーリー設定・シナリオは伊藤康隆、笠原邦暁が担当。また、メカニックデザインに荒牧伸志、山根公利、キャラクターデザインに中野友和が起用されている。

## 登場人物

### バレット特別小隊
神山修二（かみやま しゅうじ）
声 - 草尾毅
25歳。城之内製作所で唯一の民間人。
城之内かすみ（じょうのうち かすみ）
声 - 榎本温子
元陸上自衛隊三等陸士。19歳。城之内博士の孫娘。博士曰く「バレットのプロトタイプを揺りかご代わりにして育った子」。
徳永勇造（とくなが ゆうぞう）
声 - 梁田清之
元陸上自衛隊二等陸尉。47歳。過去に初期型バレットのパイロットを務めており、10年前バレットのデモンストレーションも行っていた。優秀なパイロットだったが、上官とぶつかって舞台からドロップアウトした。
中谷陽子（なかたに ようこ）
声 - 渡辺美佐
元陸上自衛隊准陸尉。24歳。気の強い女性。
森尚紀（もり なおき）
声 - 鳥海勝美
元陸上自衛隊三等陸士。18歳。川島曰く「整備要員」。
川島晶（かわしま あきら）
声 - 永島由子
元陸上自衛隊三等陸曹。21歳。関西弁を話す口の悪い女性。
本田昌巳（ほんだ まさみ）
声 - 岸野幸正
元陸上自衛隊参謀本部付き。34歳。ウエストポイント出身。
佐伯和馬（さえき かずま）
声 - 島田敏
陸上自衛隊三等陸佐。28歳。防衛大学を首席で卒業し、幕僚長付き主任参謀補佐を務めており、バレット特別小隊の指揮を命ぜられる。
城之内巌（じょうのうち いわお）
声 - 上田敏也
城之内製作所社長。65歳。20年前に二足歩行兵器の基礎理論を確立。防衛庁特別研究室でバレットの開発責任者だったが、6年前に開発計画について上層部と意見が対立し辞任。

### クーデター軍
浦野善正（うらの よしまさ）
声 - 西村知道
元陸上自衛隊一佐。新政府の樹立を目論む。
長塚良平（ながつか りょうへい）
声 - 大友龍三郎
元陸上自衛隊一尉。浦野の右腕的存在。
隊員
声 - 土屋利秀
反乱軍兵士。

### その他
十和田重実（とわだ しげみ）
声 - 土師孝也
総理大臣。
畑中行範（はたなか ゆきのり）
声 - 丸山詠二
官房長官。
松崎信孝（まつざき のぶたか）
声 - 長克巳
陸上幕僚長。
立花伸一郎（たちばな しんいちろう）
声 - 田の中勇
立花政治経済研究所所長。世界的にも注目されている経済人で、政財界でも隠然たる影響力を持っていると言われている。
クーデター軍は新政府の大統領に立花を据えようと動きを見せる。

## Velvet File Plus -ヴェルベットファイル プラス-
リニューアル版。難易度の調整、バグの修正、PS2対応プリンターのpopeggへの対応機能が追加されている。popeggからはゲームに登場するバレットのペーパークラフトの型を印刷可能。また、メディアがCD-ROMからDVD-ROMへ変更されている。